# 야로슬라프 하셰크

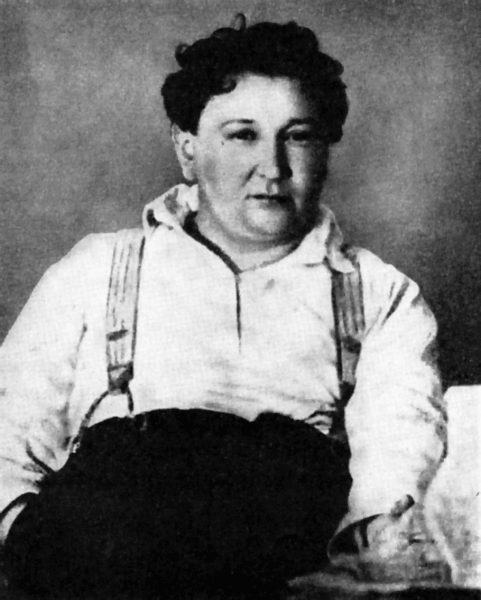
야로슬라프 하셰크

야로슬라프 하셰크(체코어: Jaroslav Hašek, 1883년 4월 30일 ~ 1923년 1월 3일)은 체코의 작가이자 출판인, 언론인이었다.

## 생애
야로슬라프 하셰크는 오스트리아-헝가리 제국 (지금은 체코 공화국)의 프라하에서 중학교 수학 교사인 요세프 하셰크(Josef Hašek)과 카테르지나 하셰크(Kateřina Hašek)의 아들로 태어났다. 가난 때문에 세 아이를 가진 가족은 자주 이사를 다녀야 했다.
하셰크이 13살이 되었을 때 아버지가 돌아가셨고 어머니는 아이들을 엄하게 키울 능력이
없었다. 15살이 되었을 때 고등학교에서 나와 약국에서 일했다. 그러나 결국은 김나지움을 마치고 상업 학교에 입학했지만 학업을 끝마치지는 못한다.
슬라빈스키 슬라비아(Slavia|banky Slavia) 은행에서 일자리를 얻어 잠시 일한다. 이 시기에 체코 무정부주의자들을 만나게 되고 점차 그들과 가까워지게 된다.
1906년 무정부주의 운동에 참여한다. 이미 1897년 고등학생 신분으로 프라하에서 있었던 반오스트리아 폭동에도 참가한 전력을 가지고 있었다. 프롤레타리아 노동자들에게 정기적으로 강연을 해주고 1907년에는 무정부주의 잡지의 편집인이 된다.
1907년 보헤미아 지역을 떠도는 생활을 시작한다. (오늘날의 슬로바키아, 할리치, 헝가리 지역을 도보로 횡단한다.)
이 시기에 문학가과 언론인으로서의 자양분을 얻었지만 동시에 알코올 의존증도 얻는다. 알코올 의존증은 후에 심각한 문제가 된다. 나중에 결혼하게 될 야르밀라 마예로바(Jarmila Mayerova)를 만난 것도 이때이다.
1908년에 젠스키 오보르(Ženský obzor, 여성의 지평)를, 1910년부터는 스베트 즈비르자트(Svět zvířat, 동물의 세계)라는 사회풍자 잡지를 편집한다. 그 후에는 체호슬로반(Čechoslovan), 포호덴(Pochodeň, 횃불), 후모리스티츠케 리스티(Humoristické listy, 만담지)에 글을 쓴다.
1910년 야르밀라 마예로바와 결혼한다. 결혼은 그다지 행복하지 않았으며 3년 정도밖에 지속되지 않는다.
1911년에 준법 평화 발전 당(Strana mírného pokroku v mezích zákona)을 세운다.
선거 제도를 비웃기 위한 정치적인 목적을 가지고 있었으며 스스로 당의 후보로 출마한다.
바로 이 시기에 프란티셱 란거(František Langer), 에밀 아르투르 롱겐(Emil Artur Longen),
에곤 에르빈 키쉬(Egon Erwin Kisch) 등과 어울리고 공동작가로 활동한다.
1915년 체스케부데요비체(České Budějovice)에서 91연대에 자진하여 이름을 올린 후 부대를 나와 할리치 전선으로 떠난다. 그 의도를 아무에게도 말하지 않았기 때문에 곧 수배된다. 1915년 9월에 생포되어 1916년에 체코슬로바키아 군대에 들어가고 체코슬로반(Čechoslovan)이라는 잡지에 글을 쓴다.
유고슬라비아를 지나 러시아로 들어간다. 1918년 모라바에서 체코사회민주당에 입당한다. 1918년 붉은 군대에 들어가 우파에서 군대 출판부 관리자로 외국인 관련 업무 부서를 지휘한다.
1920년 12월 프라하로 돌아온다. 자신의 책을 출판하려고 했지만 배신자로 낙인 찍혀 출판에 어려움을 겪는다. 심하게 앓은 후 몸무게가 위험하게 불어나고 리프니쩨(Lipnice)의 병상에서 슈베이크(Švejk)를 집필하다 갑자기 세상을 떠난다. 아직 40세가 되지 않았을 때였다.